# Love Clinic
Love Clinic (Hangul: 연애의 맛; RR: Yeonae-ui Mat; lit. "The Taste of Love") es una película de comedia romántica surcoreana dirigida por Aaron Kim y protagonizada por Oh Ji-ho y Kang Ye-won.

## Sinopsis
Wang Seong-ki es ginecólogo-obstetra  y Gil Sin-seol es uróloga. El apuesto Seong-ki es amado por todas sus pacientes, pero él en secreto lucha con la impotencia después de haber fallado al traer un bebe por cesárea. Entretanto, la igualmente atractiva Sin-seol es experta en los cuerpos masculinos, pero de hecho ella es aún virgen y cuenta con una historia de citas abismal. Cuando Seong-ki abre su clínica en el mismo piso del edificio en que Sin-seol tiene la suya, ambos doctores con muy malas habilidades románticas empezarán a encontrarse y discutir constantemente.

## Reparto
- Oh Ji-ho es Wang Seong-ki.
- Kang Ye-won es Gil Sin-seol.
- Ha Joo-hee es Maeng En-young.
- Kim Min-kyo como Fotógrafo.
- Hong Seok-cheon como Psiquiatra.
- Kim Chang-ryul como Hombre de la ciega a ciegas.
- Oh Min-suk como Dueño de coche extranjero.
- Hong Yi-joo es Ahn Gong-joo.
- Lee Hyo-jung es el padre de Sin-seol.
- Hong Yeo-jin es la madre de Sin-seol.
- Han Seong-sik es Kim Young-chul.
- Choi Seung-yoon es un doctor en la sala de partos (pasado).
- Ji Yoon-ho es un estudiante.
- Park Ji-hwan es un sénior en la escuela de medicina.[6]

## Recepción
Love Clinic se estrenó el 7 de mayo de 2015 y debutó en cuarto sitio en Corea del Sur. Para su tercera semana, ganó  ₩1.65 mil millones (EE. UU.$1.52 millones).